# August Hermann Francke
För den tyske missionären och språkforskaren August Hermann Francke (1870-1930), se August Hermann Francke (lingvist).
August Hermann Francke, född 22 mars 1663 i Lübeck, död 8 juni 1727 i Halle an der Saale, var en tysk teolog, pietist och pedagog. 

## Biografi
Francke studerade vid Erfurts, Kiels och Leipzigs universitet samt grundade 1686 i sistnämnda stad ett Collegium philobiblicum för övning i bibelns filologiska och praktiska tolkning. Det religiösa intrycket var hos Francke tidigt det förhärskande, men först år 1687 betecknade han själv såsom tiden för sin omvändelse till en "levande kristendom". Mellan 1690 och 1691 var han diakon vid Augustinkyrkan i Erfurt. Hans mera uppbyggande än dogmatiska predikningar där väckte mycket uppmärksamhet och fann ett stort antal åhörare, även bland de romerska katolikerna. Många bland dessa föranleddes att övergå till protestantismen, och slutligen befallde honom den katolske furstbiskopen av Mainz, under vilken Erfurt då lydde, att inom 48 timmar lämna staden. 
År 1692 blev Francke professor i österländska språk vid universitetet i Halle och därjämte pastor i Glaucha (en förstad till Halle), men utbytte 1698 nämnda professur mot en teologisk vid samma universitet. Genom sin verksamhet såsom präst och akademisk lärare utövade han stort inflytande och blev jämte Philipp Jacob Spener, vars bekantskap han gjort 1689, en av den så kallade pietismens grundläggare. Han efterträddes av sin tidigare student Johan Jakob Rambach. 
År 1695 inrättade han en fri- och fattigskola och ett par andra skolor samt 1697 en latinskola. Med fattigskolan förenade han en anstalt för fader- och moderlösa barn, och då utrymme snart saknades för det stora antal, som anmäldes till inträde i densamma, lade han 24 juli 1698 grundstenen till barnhuset i Halle, förlitande sig på, att medlen till byggnadens fullbordande skulle inflyta genom frivilliga bidrag. Han missräknade sig inte, och 1701 var byggnaden färdig. Vid Franckes död fanns i barnhuset 100 pojkar och 34 flickor, och vid samtliga anstalterna undervisades över 2 200 barn, med 167 lärare och 8 lärarinnor. 
Förutom dessa anstalter inrättade Francke ett missionsinstitut (1705), och till dem knöt sig den av friherre von Canstein 1710 stiftade så kallade cansteinska bibelanstalten för bibelns spridning. Genom inkomsterna av en bokhandel och ett apotek samt genom frivilliga gåvor sattes han i stånd att underhålla sina stiftelser utan offentligt understöd. Genom en god organisation och stödet av medhjälpare kunde han, vid sidan av sin omfattande prästerliga och akademiska verksamhet, övervaka och leda dessa anstalter ända till sin död. 
Franckes förtjänster som pedagog var den vikt han fäste vid barnens moraliska bildning, hans välvilja för alla de barn som stod under hans vård, hans grundsats att varje barn borde behandlas efter sin individualitet, den betydelse han tillmätte de så kallade realämnena och hans omsorg om lärarbildningen. Bristen i hans pedagogiska system var en ensidigt religiös inriktning, varigenom barnen uppfostrades mer till kristna i pietistisk mening än till människor. Denna ensidighet, som under Franckes livstid motverkades av hans harmoniska personlighet, framträdde ännu starkare efter Franckes död, då ledningen av hans stiftelser för en tid utövades av hans son, Gotthilf August Francke (1696-1769), men försvann med tiden mer och mer. Bönestunderna vid skolorna förkortades, och den klosterartade tukten försvann. Varm människokärlek och outtröttligt nit för sina medmänniskors upplysning och förbättring har inte ens Franckes motståndare kunnat frånkänna honom. Ett exempel på hans nit i denna riktning är att han 1711 och följande åren skickade uppbyggelseskrifter till de svenska krigsfångarna i Sibirien. 

## Eftermäle
En bronsstaty föreställande Francke restes 1829 i Halle.
Asteroiden 10825 Augusthermann är uppkallad efter honom.